# 本杰明·布里顿
布里顿男爵，OM CH（1913年11月22日—1976年12月4日），原名愛德華·本杰明·布里顿（英語：Edward Benjamin Britten），英国作曲家、指挥家、钢琴家，是二十世纪古典音乐的重要人物，也被认为是英国最伟大的作曲家之一。

## 生平

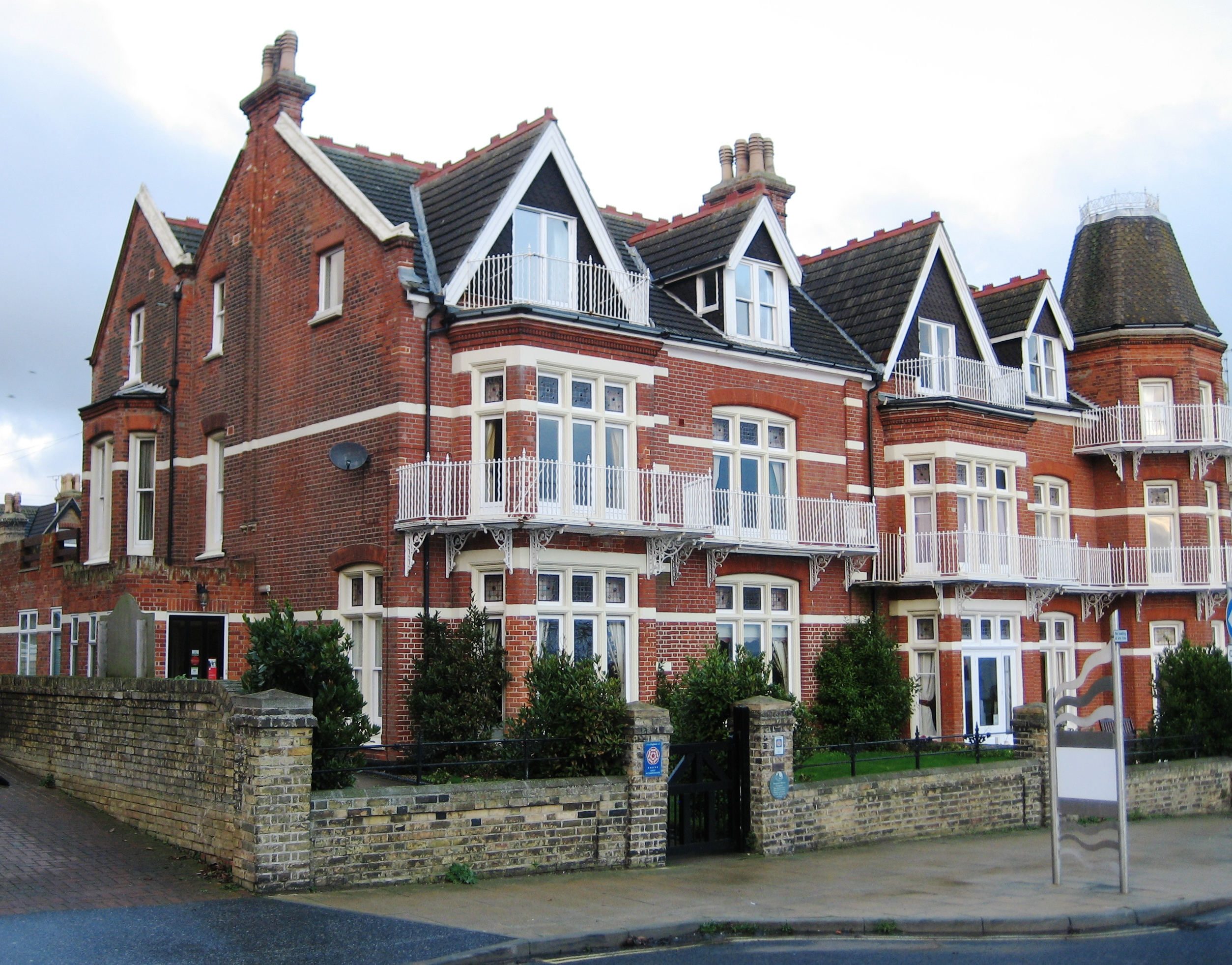
位于洛斯托夫特的故居

布里顿於1913年生於英国东南沿海薩福克郡小镇洛斯托夫特，父亲是一名牙医，也是一位有才華的業餘音樂愛好者，母親是一位優秀的業餘女高音，他曾随母学习钢琴。

### 少年
布里顿童年时代已表现出对音乐的兴趣，并尝试作曲。开始师从弗兰克·布里奇学习作曲，16歲進入皇家音乐学院，师从约翰·艾尔兰学习作曲。在这期间，他受到了拉尔夫·沃恩·威廉斯的鼓励。他亦學習鋼琴和中提琴，後來曾以鋼琴家的身份演出。
布烈頓於少年時代所創作的作品大都沒有編號，據統計，這段時期的作品或者樂曲片段數量多達八百多份。較著名的是於1930年所創作的《童貞女的讚美詩》。而第一首獲出版並符有編號的作品，是為室樂團所寫的《小交響曲》（Sinfonietta），1934年，為英國廣播電台合唱團而寫成的《有一嬰孩誕生了》（作品3）以及畢業習作《簡易交響曲》（作品4），令布烈頓開始引起樂壇注意。

### 早期
畢業後，布烈頓主要為電影創作電影配樂。1935－1939年间，他相繼完成十六部電影配樂，這些經驗幫助他後來的歌劇創作。1937年5月，他受指揮家伯伊德·尼爾委托，為三個月後的萨尔茨堡音乐节創作一首絃樂作品。布烈頓只用了十天的時間，便把新樂曲定了初稿，再多用了一個月的時間配器，7月12日正式把樂曲寫好。這首作品，便是以啟蒙老師布里奇的一首絃樂四重奏中的主題所寫成的《弗兰克·布里奇主题变奏曲》。
同年他还认识了男高音彼得·皮尔斯，后者成为他音乐创作的合作伙伴和親密伙伴。

### 赴美及返英
1939年他和彼得·皮尔斯跟随诗人威斯坦·休·奥登前往美国。在美国他创作了轻歌剧《保羅·班揚》、《小提琴协奏曲》、《靈光集》、《安魂交響曲》等。在美期間，布烈頓有機會與作曲家阿隆·科普蘭見面，科普蘭的作品亦成為啟發布烈頓在美創作的一大因素。
1942年他和皮尔斯決定返回英国（而奥登則選擇留在美國），在回英的航程中，布烈頓完成了兩首重要的合唱作品：分別是取材自奧登的詩歌，以音樂守護者圣则济利亚（聖西西里亞）為題的《聖西西里亞讚歌》，以及《圣诞颂歌仪式》。兩人回到英國後，隨即向當局申請免服兵役（最初布烈頓的申請並不獲批准，後來經上訴後得直）。及後布烈頓便開始撰寫其第二齣歌劇《彼得·格赖姆斯》，並且找來劇作家蒙塔古·斯莱特撰寫劇本。這套歌劇於1945年6月7日於倫敦首演，獲得了好評。然而，這卻引來一些反對的聲音，認為以英文演繹歌劇而非慣常的意大利語或德語，實乃「難登大雅之堂」。這些言論都導致布烈頓後來漸漸放棄了倫敦的劇院。

### 戰後

布里顿自己指挥的《青少年管弦乐队指南》唱片封面

二戰結束後，人民的生活開始回復正常。1946年，布烈頓應英國教育部的委托，為一套介紹管絃樂團及樂器的教育影片中創作音樂，於是他運用了二百多年前的英國作曲家亨利·普賽爾的歌劇《摩爾人的復仇》中一段回旋曲主題，再以此主題寫成變奏曲和賦格，而每一段變奏均用上不同的樂器。這首樂曲便是《浦賽爾主題、變奏及賦格曲》（Variation and Fugue on a Theme of Purcell），又或是更廣為人所熟識的名稱——《青少年管絃樂入門》。
同時，經歷過那些反對以英語演出歌劇的奇怪言論，布烈頓決定自行創立了「英國歌劇團」（English Opera Group），專門演繹英語歌劇；又於翌年（1948年）創辦了「奥德堡音乐节」，這個音樂節首演了不少布里顿和其它英國作曲家的作品，至今每年六月都會舉行。
1950年代是布烈頓的歌劇黃金時期，作品有《比利·巴德》、《格洛麗安娜》（慶祝英女皇伊丽莎白二世登基，又譯《榮光女皇》）、《碧廬冤孽》、《诺亚方舟》及改編自莎士比亞同名戲劇《仲夏夜之夢》。1953年，適逢伊丽莎白二世登基，布烈頓獲封為名譽勳位。
1957年他和皮尔斯到东方旅行，对印尼甘美蘭音乐和日本能剧产生兴趣，早在留美時間，布烈頓便初次接觸甘美蘭。他後期的作品，亦加入具东方風情的要素，如芭蕾舞剧《寶塔王子》（The Prince of the Pagodas）、一系列的宗教寓言劇——《麻鷸河》（Curlew River）、《熾烈燃燒的火爐》（The Burning Fiery Furnace）及《浪子》（The Prodigal Son）等。
1957年，馬來西亞在獨立之際，向世界各地徵求國歌，包括新加坡國歌作曲者朱比賽在内的許多著名作曲家都获邀，布烈頓受邀所写的作品被認為太歐化，不符合馬來風格而被退稿。馬來西亞給了布烈頓幾張馬來民族音樂，但布烈頓聽了卻認為是最古怪的噪音，最終馬來西亞選出《我的祖国》作為國歌，一直到至今。

### 中後期

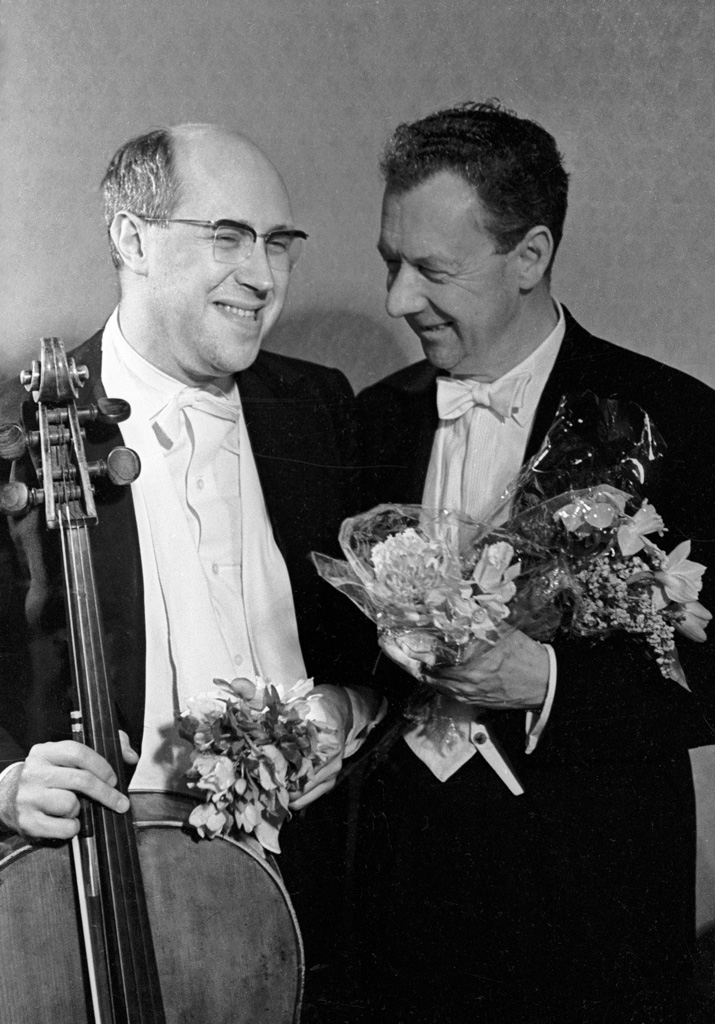
罗斯特罗波维奇和布里顿，1964

雖然布烈頓把大部份精力都放在歌劇及其他類型劇樂上，管絃樂和室樂的產量較少，但每一首都是精煉之作。當中首推創作於1961－62年，為考文垂座堂重建而應邀委約的大型合唱曲《战争安魂曲》，以及《男高音、圓號和絃樂小夜曲》（作品31）和声乐套曲《夜曲》。
1960年代，他認識了兩位俄國重量級音樂家——作曲家肖斯塔科维奇和大提琴家罗斯特罗波维奇並成為好友。布里顿為罗斯特罗波维奇創作了多首大提琴作品，包括有《C大調大提琴奏鳴曲》（1961年）、《大提琴交響曲》（1963年）及三套大提琴獨奏組曲（1964－1971）；至於肖斯塔科维奇，布烈頓把《浪子》（The Prodigal Son）題獻給他，肖斯塔科维奇亦將受《戰爭安魂曲》所啟發的《第14號交響曲》回獻給布烈頓。此曲於1970年由布烈頓親自指揮，在蘇聯以外首演。1965年，布烈頓再獲頒發功績勳章。
踏入1970年代，布烈頓的健康開始轉差，創作量亦變得疏落，但他依然能完成兩齣歌劇：《歐文·溫格瑞夫》和《魂断威尼斯》。另外《第3号大提琴組曲》、《第3号絃樂四重奏》和聯篇歌集《英國民歌組曲》（Suite on English Folk Tunes "A Time There Was" ）也是他晚期的重要創作。
1976年7月2日被授予終身貴族，進入上議院。不久之后，1976年12月4日在薩福克郡奥德堡去世，享年63岁。

## 獲獎與榮譽
- 留聲機唱片大獎，1978年

## 作品節選

### 作曲
布里顿是20世纪中期最多产的作曲家，而歌剧是他最重视也最有特点的类型。布烈頓的樂曲種類多樣，歌劇、合唱曲、獨唱、宗教合唱等歌唱類作品及管絃樂配器都公認為出色。這與他的親密合作伙伴彼得·皮尔斯甚有關連，皮爾斯不但為布烈頓提供了大量創作靈感，亦是他各類型歌唱作品首演的演唱者。布烈頓所完成的13齣歌劇，除了第一齣《保羅·班揚》（又譯《吹牛大王》），其他所有的男高音主角都由皮爾斯擔任。同時，由於布烈頓自小在教會中獻唱，因此亦創作出不少具水準的宗教合唱作品。
布烈頓的代表作為數不少，大致可按早、中、後期創作來劃份。早期的代表作有《簡易交響曲》、《弗兰克·布里奇主题变奏曲》、《靈光集》、《安魂交響曲》、《圣诞颂歌仪式》、《男高音、圓號和絃樂小夜曲》等；中期則有《彼得·格赖姆斯》等多部歌劇、《青少年管弦乐队指南》、《夜曲》、《战争安魂曲》等；晚期代表作則有為大提琴家罗斯特罗波维奇所寫的《大提琴交響曲》、大提琴組曲、以及多首聖經題裁的教會寓言劇。
作品整理計劃
2005年，布烈頓-皮爾斯基金會（Britten-Pears Foundation）聯同东安格里亚大学獲英國藝術暨人文研究委員會資助進行一名為“布里顿主题目录”（Britten Thematic Catalogue，BTC）的計劃，將布烈頓現存的所有作品手稿（包括所有已編號及未編號），依照創作年份的先後，重新排列並加上編號。預期於2013年完成。屆時，除了95首由布烈頓自己親自編號的作品外，所有作品皆會加上以“BTC”為首的新編號。截至2010年尾為止，只有曾發行過的作品才獲得BTC編號，網頁中亦聲明現時的BTC編號並非最終的決定。

### 指揮
- 莫扎特第25號、第29號交響曲，D大調夜曲（K. 239），指揮英國室內樂團，Decca出版

## 錄音推薦
- Osborne, Steven. Volkov, Ilan. . London: Hyperion. 2008. 67625. 2009年留声机奖.

## 個人生活
布里顿是一个当时在艺术圈比较公开的同性恋者，二战期间与彼得·皮尔斯产生恋情并长期同居。布里顿逝世前把14岁至24岁十年间的日记交给学者整理出版，从中可看到他的一系列男友包括著名诗人威斯坦·休·奥登和作曲家伦诺克斯·伯克利等等。根据一部被BBC2改编为纪录片的传纪《布里顿的男孩》（Britten's Children）叙述，他对13岁左右的男孩怀有特殊的情感。
1980年以前，评论和传纪基本不提及布里顿的性取向，从1983年开始，才有学者公开指出布里顿的性取向影响了他作品中的一些隐喻：“有充分的理由相信，那个没有讲出的问题是在1945年的《彼得·格赖姆斯》中不敢涉及的，当时仍然被视为犯罪而无人敢谈论的，那就是《彼得·格赖姆斯》涉及到了同性恋的内容。如果我们以这种寓言的方式来看待这部歌剧，至少，在理解格赖姆斯的性格时就不会有问题（包括道德的和戏剧的），我们也可以清楚地看到小镇人对于格赖姆斯的恶毒迫害。而彼得由于罪恶感和自我憎恨导致的悲剧，在今天的人看来也会更觉沉痛和有现实感。”
布里顿本人对自己的性取向有很严重的情结，至去世之时，还是不希望后人过分关注他这方面的私生活。皮尔斯在1979年的一次访谈中说过：“他的字典中没有‘同性恋’这个词……他憎恶‘同性恋的生活’。”

## 軼事
- 布里顿的出生日和相傳掌管音樂的主保聖人圣则济利亚（聖西西里亞）的聖日相同，因此有人認為他過人的音樂才華是上天所賦予的。